# Пятиединое строительство КНР
Пятиединое строительство КНР (кит. упр. 五位一体, пиньинь wǔ wèi yītǐ, палл. Увэй ити) — всеобщий генеральный план развития Китайской Народной Республики, выдвинутый на 18-м съезде КПК в 2012 году и включающий в себя развитие в пяти сферах — экономическое, политическое, культурное, социальное и экоцивилизационное строительство — причем экоцивилизационное строительство должно быть включено во все остальные аспекты развития страны.

## История
Пятиединое строительство КНР как генеральный план развития Китая сформировалось из пяти аспектов развития, акцент на которые был сделан на Всекитайских съездах КПК разных годов.

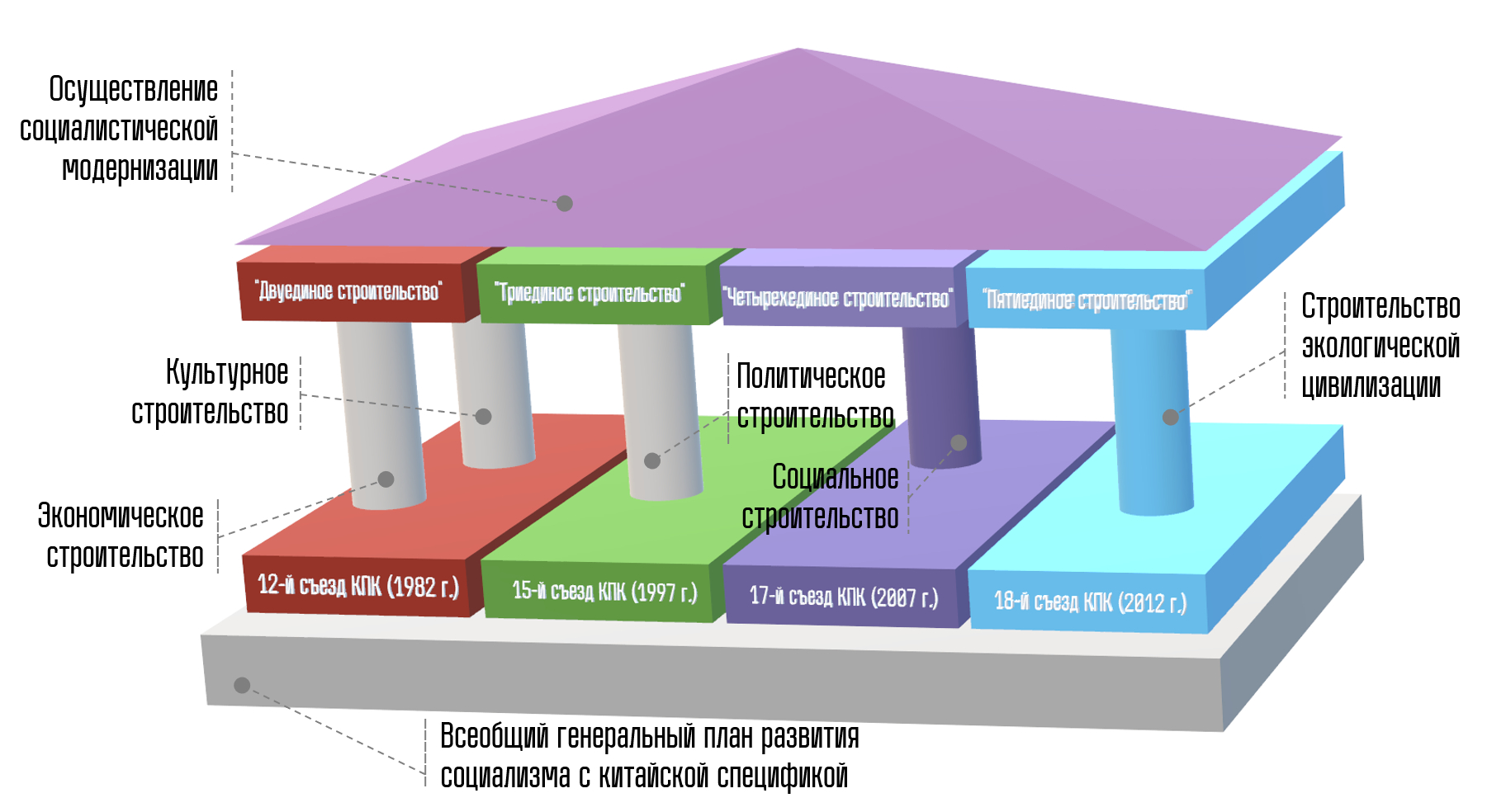
Развитие Пятиединого строительства КНР

- На 12-м съезде КПК в 1982 году был озвучен курс на экономическое строительство и культурное строительство — так называемое «двуединое строительство».
- На 15-м съезде КПК в 1997 году к ним добавляется политическое строительство — «триединое строительство».
- На 17-м съезде КПК в 2007 году официально дан курс еще и на социальное строительство — «четырехединое строительство».
- Наконец, современная концепция генерального плана развития Китая формулируется в 2012 году на 18-м съезде КПК, после озвучивание идей о «строительстве экологической цивилизации».

Считается, что генеральный план развития страны в его современном виде впервые официально был озвучен в 2012 году тогдашним председателем КНР Ху Цзиньтао на 18-м съезде КПК: «Следует более сознательно рассматривать всесторонность, гармоничность и устойчивость как основные требования углубленного претворения в жизнь научной концепции развития, полностью реализовывать общую пятиаспектную схему экономического, политического, культурного, социального и экоцивилизованного строительства, стимулировать координацию всех аспектов модернизации, соответствие производственных отношений производительным силам».
В 2017 году председатель КНР Си Цзиньпин на 19-м съезде КПК выступая с докладом трижды упомянул данную концепцию:
«За истекшее пятилетие мы на основе единого планирования внедряли общую схему пятиединого строительства — экономического, политического, культурного, социального и экоцивилизационного, согласованно осуществляли четырехаспектнуюстратегическую концепцию о всестороннем построении среднезажиточного общества, всестороннем углублении реформ, всестороннем обеспечении верховенства закона в государственном управлении и всестороннем устрожении внутрипартийного управления.»
«Идеи о социализме с китайской спецификой новой эпохи точно определяют основное противоречие китайского общества в новую эпоху — противоречие между постоянно растущими потребностями народа в прекрасной жизни и неравномерностью и неполнотой развития, определяют необходимость осуществлять концепцию развития, в которой народ занимает центральное место, необходимость непрерывно способствовать всестороннему развитию человека и достижению всеобщей зажиточности народа. Идеи о социализме с китайской спецификой новой эпохи четко определяют общую схему пятиединого строительства и четырехаспектную всестороннюю стратегическую концепцию развития дела социализма с китайской спецификой, подчеркивают необходимость укрепления уверенности в собственном пути, теории, строе и культуре.»
«Предстоит совершенствовать институты и механизмы, обеспечивающие руководство со стороны партии, неуклонно придерживаться основного лейтмотива работы — поступательного движения вперед при поддержании стабильности, согласно единому планированию реализовывать общую схему пятиединого строительства и согласованно осуществлять четырехаспектную всестороннюю стратегическую концепцию.».

## Экоцивилизация как краеугольный камень концепции
В зарубежных источниках Пятиединое строительство КНР зачастую упоминается именно в контексте построения в Китае экоцивилизация — работ по экологическому строительству.
Идея построения справедливой «экологической цивилизации» впервые прозвучала на 17-м съезде КПК в 2008 году. А на XVIII съезде КПК в ноябре 2012 года пункт о построении экологической цивилизации был включен в устав партии. Съезд выдвинул впечатливший мировое сообщество план из «Пяти взаимосвязанных компонентов строительства красивого Китая»: экономического, политического, культурного, социального и экологической цивилизации. Руководство страны заявило: «Мы решительно объявим войну загрязнению окружающей среды, так как мы объявили войну бедности». На официальном сайте Программы ООН по окружающей среде (UNEP), говорится, что Госсовет КНР со всей отчетливостью объявил, что Китай должен внедрить идею экоцивилизационного строительства во все аспекты жизни страны: экономические, политические, культурые и социальные.

## Альтернативные названия
В различных переводных источниках также носит названия, на русском языке:
- генеральный план «Экономическое, политическое, культурное, социальное и экологическое строительство цивилизации»[7] ;
- Пятиаспектная схема экономического, политического, культурного, социального и экоцивилизованного строительства[2];
- «Пять взаимосвязанных компонентов строительства Красивого Китая»[4].

На английском языке:
- Five in one or Five-in-one;
- Economic, political, cultural, social and ecological construction
- Five-sphere Integrated Plan